# L'Insolent
Pour plus de détails, voir Fiche technique et Distribution.
L'Insolent est un film français policier réalisé par Jean-Claude Roy et sorti en 1973.

## Synopsis
Après s'être évadé de la prison de la Santé, Emmanuel Ristack, un truand américain surnommé "l'Insolent", décide d'attaquer un fourgon rempli d'or. Pour cela, il retrouve Milan et lui propose l'affaire. Le "faux" casse est réussi. Mais les deux hommes tentent de se doubler, Milan, en lui donnant des billets volés et l'autre en lui donnant des lingots de plomb. L'Insolent demande l'aide de son ami Marco. La guerre entre les deux complices est ouverte...

## Fiche technique
- Titre : L'Insolent
- Réalisateur : Jean-Claude Roy, assisté d'Yves Ellena
- Scénario : Jacques Risser et Jean-Claude Roy, d'après le roman éponyme de Jacques Risser
- Musique : Bernard Gérard
- Production : Tanagra Productions
- Année de production : 1972
- Pays :  France
- Genre : policier
- Durée : 86 minutes
- Date de sortie : France - 25 janvier 1973

## Distribution
- Henry Silva : Emmanuel Ristack, L'Insolent
- André Pousse : Milan
- Philippe Clay : Dargnac
- Georges Géret : Marco
- Robert Dalban : Roger Turquand
- Yves Afonso : Petit René
- Sabine Glaser : Une De Mai
- Jacques Bernard : Débauché
- Michel Fortin : Fangio
- Bernard Musson : La Fouine
- Henri Lambert : Gaspard
- Fred Personne : Le Pecore
- Jean Franval : Le Commissaire
- Bernard Charlan
- Béatrice Cardon
- Katia Tchenko
- Gilda Arancio
- Aline Mess
- Laure Moutoussamy
- Magda Mundari
- Marielle Ollivier
- Martine Sylvestre
- Michel Dacquin
- Robert Darmel
- Jacques Dhery
- Pierre Fabien
- Jean Ghis
- Claude Legros
- Georges Lucas
- Alex Marodon
- Guy Marly
- Gaston Meunier
- Jacques Munier
- Marcel Nourquis
- Sylvain Salnave
- Armand Teruel
- Roger Trapp
- Jean-Louis Tristan
- Guy Verda
- Catherine Amaizo
- Yvelyne Arnaud
- Adaly Bayle
- Giselle Dayam
- Béatrice Illido
- Virginie Jonot
- Magda Malinvaud
- Mareva Pats
- Mai Linh Pham-Ba
- Yolenne Perronnette
- Isabelle Spellemaecker
- Simon Vangout
- Dany Zappoli